# 立川博章
立川 博章（たちかわ はくしょう、1933年〈昭和8年〉 - 2016年〈平成28年〉3月23日）は、日本の都市図画家、鳥瞰図絵師。名前は「ひろあき」と呼ばれる事もある。江戸時代の町並みを、明治陸軍の測量図、古文書、古地図、浮世絵等の情報から時代考証をして復元し、三点透視法によって江戸の鳥瞰図を作成している。

## 来歴・人物
1933年大阪府生まれ、大分県大分市出身。
1956年（昭和31年）、武蔵野美術学校(現・武蔵野美術大学)を卒業。大学在学中から石膏会社のアルバイトとして東宝の映画『ゴジラ』（1954年）の制作に参加。卒業後、東宝に入社し、約50本の映画作品の美術を担当。時代劇のセット作りの際に時代考証力、建築知識を磨く。映画『電送人間』（1960年）では物体電送機の設計を行った。しかし、結核を患い1年間休職し、復帰後は美術の現場を離れ映画機材や美術素材などの開発を行う技術研究所へ異動した。
通産省に出向し、大阪万国博覧会の企画策定に携わり、日本政府館の企画等を策定する。
1969年に独立して海洋開発デザイン研究所を設立。その後都市計画図、建築完成予想図などを多数描く。
沖縄国際海洋博覧会（1975年 - 1976年）の提案者の一人で、企画策定に携わる。
環境庁の依頼により知床半島の自然保護計画を作成する。その後雲仙国立公園(現在の雲仙天草国立公園)、大雪山国立公園、釧路湿原国立公園、層雲峡などで自然との共生を考慮した開発計画案を作成する。
ヤマハリゾートの葛城北の丸等の基本設計、全体の監修に携わる。ヤマハリゾートつま恋などの計画に携わり、完成予想図を作成する。
六本木ヒルズ、幕張メッセ、横浜みなとみらい21、イクスピアリ、晴海アイランドトリトンスクエア等の都市再開発計画構想策定に携わり、完成予想図を作成する。
2003年元旦の東京新聞に、立川博章の江戸鳥瞰図 愛宕山図が掲載される。その後連載記事「江戸宇宙」のイラストとして江戸時代鳥瞰図の浅草図、江戸城を中心とした江戸図、江戸城南図その一、その二が東京新聞に掲載される。
2004年～2007年、江戸幕末の江戸各地の鳥瞰図を描く。

## 主な作品

### 江戸鳥瞰図
- 愛宕山図 （慶応元年（1865年）頃の愛宕山から浜離宮方向の鳥瞰図、2002年）
- 上野、浅草、向島図 （文久2年（1862年）の江戸、現在の台東九全域、荒川区、墨田区、中央区、文京区の一部2003年）
- 江戸城図（幕末） （文久2年（1862年）の江戸城を中心とした、東は隅田川、西は新宿までの鳥瞰図、2003年）
- 城南図その一（文久2年（1862年）の江戸城から南方、現在の品川区のほぼ全域、目黒区、港区の一部までの鳥瞰図、2003年）
- 城南図その二（文久2年（1862年）の江戸城から南方、現在の港区全域、新宿区、千代田区、中央区、江東区の一部の鳥瞰図、2003年）
- 城北図（文久2年（1862年）の江戸城から北側の現在の新宿、荒川区、北区一体までの鳥瞰図、2004年）
- 城西図（文久2年（1862年）の江戸城から西側の現在の新宿区、渋谷区一体までの鳥瞰図、2004年）
- 城東図その一（文久2年（1862年）の江戸城から、現在の東方、東北方面、現在の江東区、墨田区、江戸川区、台東区、中央区の一部までの鳥瞰図、2005年）
- 城東図その一（文久2年（1862年）の江戸城から東方、現在の墨田区、足立区、江戸川区、葛飾区、台東区、荒川区の一部までの鳥瞰図、2005年）
- 江戸城図（明暦） （明暦の大火前の江戸城天守閣の残る明暦2年（1656年）の江戸城を中心とした、東は隅田川、西は新宿までの鳥瞰図、2006年）
- 浅草寺界隈図（文久2年（1862年）の浅草寺から隅田川、今の浅草六区までの鳥瞰図、2007年）
- 浅草新吉原図 （文久2年（1862年）の吉原遊廓の鳥瞰図、2007年）

### 江戸鳥瞰図(書籍)
- 竹内誠、吉原健一郎監修、立川博章図『江戸の町並み景観復元図―御府内中心部』内外地図、2003年、ISBN 4-9901862-0-6。
- 竹内誠、吉原健一郎監修、立川博章図『江戸の町並み景観復元図―御府内上野・浅草周辺』内外地図、2004年、ISBN 4-9901862-1-4。

### 現代の鳥瞰図
以下は多数の作品のうち、書籍等により一般に公になった作品のみである。
- ヤマハリゾート葛城北の丸完成予想図 (1977年)
- MM21(横浜みなとみらい)完成予想図(1990年)

## 作風
立川博章の江戸鳥瞰図は、多くの資料、時代考証、古建築の様式に基づいて江戸時代当時の地形図や建物を忠実に立体化している。
技法として3点透視法を用いており、図面が歪まない自然な鳥瞰図になっている。色調を統一した陰影のある手描きの表現により、水と緑が豊かであった当時の江戸の町並みを、地図の正確さをもって描いている。
この江戸鳥瞰図は、明治初期の参謀本部陸軍部測量局の5千分の1東京図、同2万分の1図、「御府内沿革図書」、江戸切絵図、斎藤月岑「 江戸名所図会」、幕末期の景観写真、浮世絵(江戸名所絵等)などの多くの資料を元にして作成されている。

## 関連書籍
- 鍬形蕙斎『江戸一目図屏風』(江戸全景の鳥瞰図)、1809(文化6年)。
- ロバート・フォーチュン『幕末日本探訪記・江戸と北京』講談社学術文庫、1997年、ISBN 4-061-59308-0。

### 書籍
- 北原進監修『大江戸透絵図-千代田から江戸が見える』江戸開府400年記念事業実行委員会、2003年、ISBN-13: 978-4902272000、立川博章表紙イラスト。
- 桐山桂一 「江戸の町」復元に挑む立川博章さん」『21世紀は江戸時代(増刊「現代農業」2003年8月増刊号)』、農山漁村文化協会、2003年、36-37頁。
- 桐山桂一、『江戸宇宙』新人物往来社、2004年、ISBN-13: 978-4404031969、立川博章表紙イラスト。
- 瀬田信哉『再生する国立公園-日本の自然と風景を守り、支える人たち』清水弘文堂書房、2009年、ISBN 4-879-50591-9。
- 瀬田信哉他、AMR編「雲仙プラン50-国立公園雲仙の街づくり」『アメニティを考える』未來社、1989年、ISBN 4-624-50078-4。
- 立川博章他、加藤有美インタビュー・文「浅草の「時空」を読む」『CITY SCIENCE Vol.2』、環境計画研究所、2007年、4-9頁。
- 通商産業省企業局編『日本万国博覧会政府出展報告』通商産業省、1971年、全国書誌番号70011965、立川博章図。
- アーキテクチャラルレンダラー協会監修、たちぬい企画編『アーキテクチャラルイラストレーションPart III』美術出版社、1992年、ISBN 4-568-50151-2。
- 湯原公浩編「江戸の町を復元する」『別冊太陽 パノラマ地図の世界―自然を街を見渡す楽しみ』平凡社、2003年、ISBN 4-582-94458-2。
- 『別冊映画秘宝 初代ゴジラ研究読本』洋泉社〈洋泉社MOOK〉、2014年8月24日。ISBN 978-4-8003-0452-0。

### 新聞、テレビ、講座
- 立川博章「江戸鳥瞰図 愛宕山図」『東京新聞 連載記事「江戸宇宙」』、東京新聞、2003年1月1日、第4部表紙。
- ハイビジョンスペシャル 江戸開府四百年シリーズ 大江戸繁盛記（1） 2003年江戸古地図の旅 ～江戸東京 迷宮の道しるべ～』 NHK BS Hi、2003年12月2日放送。
- 立川博章講師 『鳥瞰図で訪れる江戸の町並み』講座案内、工学院大学・朝日カレッジ、2009年3月期、2009年5～6月度、2009年9月期、2009年12月期。